# Aktion Bernhard
Aktion Bernhard (auch Unternehmen Bernhard oder Operation Bernhard) wurde eine Geldfälschungsaktion des Sicherheitsdienstes (SD) im Reichssicherheitshauptamt (RSHA) in der Zeit des Nationalsozialismus genannt. Sie ist die bislang größte bekannte Geldfälscheraktion der Geschichte. Ziel war eine massenhafte Fälschung der Pfundnoten der Bank of England in höchster Qualität.

## Ablauf
Walter Schellenberg, der Chef des SD, benannte die Aktion nach ihrem Leiter, dem Sturmbannführer Bernhard Krüger. Zuständig für die Operation Bernhard im RSHA war vermutlich das „Amt VI (SD Ausland) F (Technische Hilfsmittel)“. Ursprünglich hieß die Aktion Andreas, nach dem Andreaskreuz im Union Jack.
Versuche, in regimetreuen Facharbeiterkreisen geeignete Arbeiter für die Operation zu gewinnen, misslangen, und das RSHA ließ eine Druckerei in den eigenen Räumen schließen. Anschließend griff die SS auf besonders qualifizierte Insassen der deutschen KZ und Vernichtungslager zurück und ließ die Drucktechnik in ein KZ verlegen.
Die Geldfälschungsaktion wurde von Adolf Hitler persönlich abgesegnet. Dieser empfahl, sich vorerst auf das Pfund Sterling (£) als Währung zu beschränken, wenngleich auch Dokumente wie Pässe, Urkunden und Briefmarken gefälscht wurden, die u. a. zur Verwirrung im Ausland und für die Spionage dienten.
Für die Aktion war ein erheblicher Aufwand notwendig. So musste der Algorithmus der Seriennummern und die Ausgabezeit mit realen Banknoten übereinstimmen, die Qualität sollte mit der von echten Banknoten vollkommen übereinstimmen. Die richtige Zusammensetzung des Papiers stellte dabei ein großes Problem dar; erst nach hunderten von Versuchsreihen wurde die Zusammensetzung ermittelt und imitiert. Das Papier für die Geldfälschungsaktion stammte zunächst aus der Papierfabrik Spechthausen im Landkreis Oberbarnim in der Provinz Brandenburg. Die Papierfabrik stellte von 1874 bis 1945 das Papier für die Reichskassenscheine und fast alle Banknoten sowie Wert- und Kreditbriefe, Aktien, Schecks und andere Wertpapiere für das Deutsche Reich her. Im Zuge der Umstellung der Falschgeldproduktion auf Massenfertigung erfolgte die Verlagerung der Papierproduktion zur Papierfabrik Hahnemühle in Relliehausen (heute ein Ortsteil von Dassel). Nach Angaben der Papierfabrik stellte die Hahnemühle rund 1,5 Millionen Druckbogen für Pfundnoten her. Die Fabrik wurde zum kriegswichtigen Betrieb erklärt, die Belegschaft unter Eid genommen. Drucktechnisch wurde dieser Staatsauftrag im KZ Sachsenhausen nördlich von Berlin realisiert.
Im KZ Sachsenhausen, in den KZ-Baracken 18 und 19, fälschten 144 jüdische Häftlinge mithilfe professioneller Geldfälscher ausländische Währungen, vor allem englische Pfundnoten mit Nennwert in Höhe von 132 Millionen Pfund, um die Volkswirtschaften der Alliierten zu destabilisieren. Das entsprach 15 Prozent des britischen Bargeldumlaufes. Einen Höhepunkt erreichte die Produktion im Sommer 1943 mit monatlich etwa 650.000 Banknoten.
Von 1942 bis 1945 wurden Banknoten zu £5, £10, £20 und £50 hergestellt. Später wurde der Plan aufgegeben, die falschen Pfundnoten in größerem Umfang in Umlauf zu bringen. Friedrich Schwend, Sitz Schloss Labers, wurde 1943 Vertriebsleiter für die gefälschten Devisen. Stattdessen wurden damit Devisen gekauft und verschiedene Aktionen der SS mit den gefälschten Pfundnoten unterstützt. So wurde beispielsweise der Spion Cicero (Elyesa Bazna) mit gefälschten Pfundnoten bezahlt.
Gegen Ende des Zweiten Weltkriegs wurden Druckplatten und verbliebenes Falschgeld im österreichischen Toplitzsee versenkt. Dort wurden sie zum Teil 1959 und 2000 von Tauchern wieder geborgen.
Die Fälschungen waren so perfekt, dass sie fast nicht vom Originalgeld unterschieden werden konnten. Einer der ehemaligen Häftlinge konnte allerdings zur Überraschung seiner britischen Befrager mit erstaunlicher Schnelligkeit gefälschte Noten erkennen. Als Erklärung gab er an, dass die druckfrischen Noten noch nachbearbeitet wurden, um diesen das Aussehen gebrauchter Scheine zu verleihen. Dazu gehörte auch das Zusammenheften von Scheinen mittels Sicherheitsnadeln, ein damals übliches Vorgehen, das kleine Einstichlöcher im Papier hinterließ. Im Bestreben, die Pläne ihrer Auftraggeber zu hintertreiben, stachen die Häftlinge dabei durch das Wappen, was kein patriotischer Brite tun würde.
Die „Blüten“ wurden nach A-, B- und C-Noten sortiert. Dabei waren Scheine der A-Klasse Geldscheine, „die auch Banken akzeptiert haben“, während die C-Noten für einen Abwurf über Großbritannien vorgesehen waren.
Die Bank of England rief nach dem Krieg alle Pfund-Noten ab fünf Pfund zurück. Sie vernichtete damit zwar auch die echten Banknoten, dafür waren aber alle Fälschungen aus dem Verkehr gezogen. Es gab aber keine andere Möglichkeit, weil diese kaum von den falschen zu unterscheiden waren. Neue Pfund-Noten wurden nach und nach neu herausgegeben (£5: 1945, £10: 1964, £20: 1970, £50: 1981) und hatten dann zusätzliche Sicherheitsmerkmale.
Am 5. Mai 1945 wurde das Sonderkommando in Ebensee an das Rote Kreuz übergeben. Fast alle der 142 KZ-Häftlinge hatten die Zeit im KZ überlebt und wurden befreit. Krüger konnte verhaftet werden. Von den ehemals 144 jüdischen Häftlingen waren in den 2010er Jahren noch drei am Leben. Einer war Adolf Burger, der in Auschwitz-Birkenau als Nr. 64.401 gekennzeichnet wurde. Er hat über seine Erlebnisse während dieser Zeit ein Buch verfasst (siehe auch zum Film Die Fälscher). Ein anderer ist Abraham Sonnenfeld, dessen Vater in Transsilvanien ein Druckhaus besaß. Letztlich war auch Jack Plapler noch als Zeitzeuge zugegen. 
Nach dem Ende des Zweiten Weltkriegs wurde die Infrastruktur von Nationalsozialisten und Überlebenden des Holocaust genutzt, um über Italien nach Palästina oder nach Lateinamerika zu kommen.

## Verweigerung und Sabotage
Die technischen und logistischen Rahmenbedingungen im KZ Sachsenhausen waren für eine große Produktionsmenge zwar vorhanden, aber die KZ-Insassen leisteten Widerstand und riskierten zu der ohnehin allgegenwärtigen Todesgefahr ihr Leben. So wurden beispielsweise ca. neun Millionen britische Pfund-Scheine gedruckt, aber nur 670.000 Scheine an das Reichssicherheitshauptamt ausgeliefert, somit eine Makulaturquote von 92 %. Die Facharbeiter verzögerten absichtlich die Aktion und produzierten Ausschuss.

## Bewertung
Es gab zwei Ziele: Das eine war, die britische Wirtschaft mit Falschgeld zu überschwemmen. Die Aktion hätte bei konsequenter Umsetzung dieselben negativen Auswirkungen gehabt wie eine extrem expansive Geldpolitik der Bank of England – durch die Überschwemmung der Volkswirtschaft mit Geld wäre es im Erfolgsfall zu einer enormen Inflation gekommen. Es war weiterhin davon auszugehen, dass die Aktion bei Bekanntwerden in der britischen Öffentlichkeit zu einem Verlust der Glaubwürdigkeit des Pfund Sterling geführt hätte. Dadurch hätte es in großem Umfang zu einem Verlust der Zahlungsmittelfunktion des britischen Geldes kommen können (d. h. britische Konsumenten und Läden hätten die eigene Währung nicht mehr akzeptiert), wodurch der Wirtschaftskreislauf der Volkswirtschaft erheblich gestört worden wäre.
Das andere Ziel war die Bereicherung und Beseitigung der akuten Devisennot des NS-Regimes. Die Operation erbrachte erhebliche Einnahmen aus Geldschöpfungsgewinnen, da die gefälschten Banknoten auf dem internationalen Finanzmarkt abgesetzt werden konnten. Zudem war es hochgestellten Angehörigen des Regimes möglich, sich durch Umtausch der „Blüten“ in andere Währungen und Gold auch persönlich zu bereichern.
Die Bank von England räumte im Jahr 2003 ein, dass die Falschgeldaktion die Stabilität des Pfunds in der Kriegszeit ernsthaft bedroht hatte. Es kann durchaus auch von einer Gefahr für die Stabilität des internationalen Finanzsystems in diesem Zeitraum ausgegangen werden.
Es wurde auch die Möglichkeit genutzt, nur die Vorderseite wie ein Original zu gestalten, auf der Rückseite jedoch einen arabischen Text abzudrucken. Diese Scheine wurden um 1943 über Afrika abgeworfen und postulierten den baldigen Untergang Großbritanniens. Ein solcher Geldschein ist in der Sammlung Winkelhöfer / Dresden erhalten.

## Während der Operation von der SS ermordete KZ-Häftlinge der „Fälscherwerkstatt“
- Hermann Gütig, staatenlos
- Abraham Fingerhut, staatenlos
- Abraham Kleinfeld, Österreich
- Ernst Stiasny, Tschechoslowakei
- Isaak Sukiennik, Sowjetunion
- Karl Sussmann, Österreich[2]

## Briefmarkenfälschung
Auf Weisung von Heinrich Himmler wurde auch die Fälschung britischer Briefmarken in Auftrag gegeben. Die erste Propagandafälschung war eine Verfälschung des Motives der Gedenkmarke zu 1⁄2 Penny anlässlich des königlichen Silberjubiläums 1935. Der Kopf des britischen Königs wurde durch den Kopf Josef Stalins ersetzt. Es wurden weitere Motive gefälscht, so die Marke anlässlich der Königskrönung von 1937 und der britischen Dauermarkenserie von 1937 mit dem Porträt von König George VI.
Mit der Ausführung dieser Fälschungen hatte Bernhard Krüger den Maler und Grafiker Leo Haas beauftragt.

## Filme

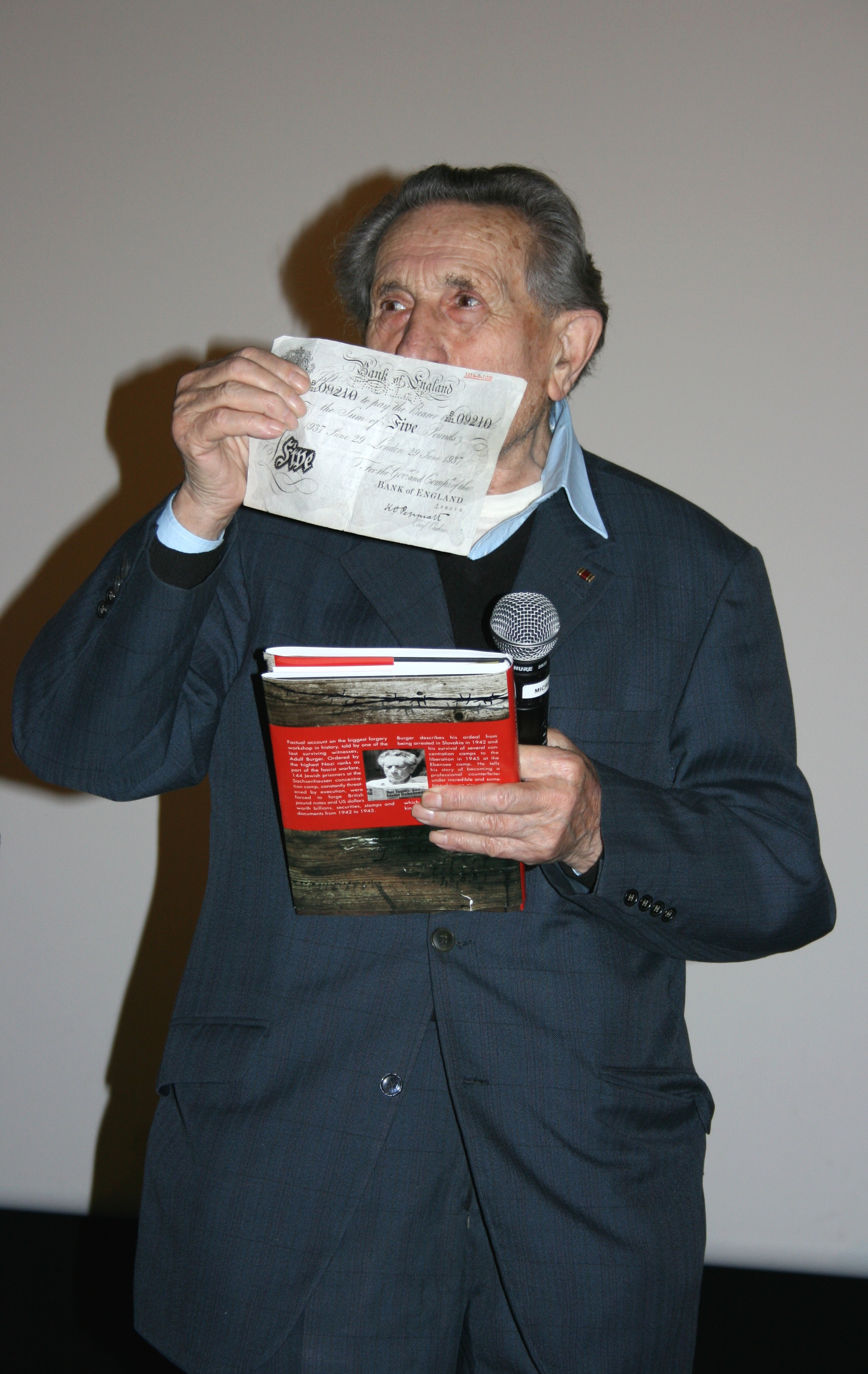
Adolf Burger (Avant-Premiere: Die Fälscher)

- 1952: Die Spur führt nach Berlin, Regie: Franz Cap, mit Gordon Howard, Irina Garden und Kurt Meisel über die Fortführung der Aktivitäten der Geldfälschung im Nachkriegs-Berlin.
- 1959: Der Schatz vom Toplitzsee, Regie: Franz Antel, mit Joachim Hansen, Sabina Sesselmann und Gert Fröbe
- 1965: Geld Geld Geld – Zwei Milliarden gegen die Bank von England, Regie: Eugen York
- 1966: Geld kennt keine Grenzen, Regie: Eugen York, Fortsetzung des Films von 1965
- 2003: Ein jüdischer Naziagent in Tel Aviv , Recherche: Shraga Elam, Regie: Franz J. Halle, RAI
- 2007: Die Fälscher , Regie: Stefan Ruzowitzky, mit Karl Markovics, August Diehl, Devid Striesow und Marie Bäumer
- 2008: Die echten Fälscher. Hitlers Fälscher, die Operation Bernhard., Regie: Christian Giesser, 45 min, Dokumentation mit Zeitzeugen wie den KZ-Überlebenden Wolfgang Löhde, Adolf Burger, Isaak „Jack“ Plapler, Hans Walter, Gerhard Zauner